# Aetobatus laticeps
Aetobatus laticeps es comúnmente conocida como raya águila del Pacífico, es un pez cartilaginoso de la familia Aetobatidae, que a su vez, pertenece al único género de está familia (Aetobatus). Esta especie fue descrita por el ictiólogo Theodore Gill en 1865.

## Descripción
La longitud del ancho del disco (de la punta de una aleta pectoral a la otra punta) no suele sobrepasar los 130 centímetros. La coloración del área dorsal es azul o negro con manchas blancas, y el ventral de color blanco.

### Distribución y hábitat
Su distribución va desde la costa occidental de la península de Baja California (México) hasta el norte de Perú, es de hábitos costeros y bento-pelágicos. En la Bahía de Banderas se ha observado que realizan agregaciones durante primavera (abril y mayo) cuando la temperatura del mar varía entre 25 °C y 27 °C, asimismo, la costa sureste a sur de la Bahía de Banderas, neonatos, juveniles y adultos realizan actividades de alimentación, figurando como un área de crianza para la especie.
Alimentación
Se les considera durófagos dado que se alimentan de organismos con caparazón duro o exoesqueleto. Su principal alimento en las costas de Mazatlán y Nayarit en organismos juveniles fueron pequeñas almejas y caracoles. En cambio, en las costas de Jalisco, se ha concluido que tanto juveniles como adultos su dieta se conforma principalmente de caracoles en áreas muy cercanas a la costa.
Comportamiento
Solitarias la mayoría del tiempo, no obstante, en temporadas y sitios específicos pueden llegar a realizar agregaciones de hasta 15 individuos. 

### Genética
Se clasificaba dentro de la especie Aetobatus narinari, que es similar en apariencia, pero ambas difieren genéticamente.